# Edouard Mercier

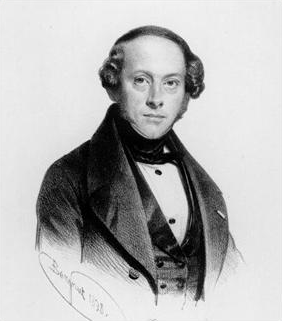
Edouard Mercier (1838)

Edouard (Édouard) Joseph Mercier (* 1. April 1799 in Braine-l’Alleud, Wallonisch-Brabant, Belgien; † 18. Januar 1870 in Brüssel) war ein belgischer liberaler Politiker.

## Biografie
Nach dem Schulbesuch war er als Staatsbediensteter und später als Manager von Unternehmen tätig.
Später wurde er als Vertreter der Liberalen zum Mitglied der Abgeordnetenkammer gewählt.
Im April 1840 wurde er von Premierminister Jean Louis Joseph Lebeau erstmals zum Finanzminister ernannt und gehörte dessen Kabinett ein Jahr lang bis April 1841 an. Das Amt des Finanzministers bekleidete er auch von 1843 bis 1845 in der Regierung von Premierminister Jean-Baptiste Nothomb.
Für seine Verdienste wurde er am 12. August 1845 mit dem Ehrentitel Staatsminister gewürdigt.
Zwischen März 1855 und November 1857 war er schließlich erneut Finanzminister im Kabinett des katholischen Premierminister Pieter de Decker. Dabei erwies sich Mercier als sehr gemäßigter Vertreter der liberalen Politik.
Edouard Mercier war außerdem auch Gouverneur der Provinz Hennegau.
Sein Neffe Désiré-Joseph Kardinal Mercier war von 1906 bis 1926 Erzbischof von Mecheln.
| Personendaten    | Personendaten                                |
| ---------------- | -------------------------------------------- |
| NAME             | Mercier, Edouard                             |
| ALTERNATIVNAMEN  | Mercier, Edouard Joseph                      |
| KURZBESCHREIBUNG | belgischer Politiker                         |
| GEBURTSDATUM     | 1. April 1799                                |
| GEBURTSORT       | Braine-l’Alleud, Wallonisch-Brabant, Belgien |
| STERBEDATUM      | 18. Januar 1870                              |
| STERBEORT        | Brüssel                                      |